# Gheorghe-Dinu Socotar
Gheorghe-Dinu Socotar (n. 22 mai 1961) este un deputat român, ales în 2016. 